# Paradas
Paradas er en by og kommune i det sydlige Spanien i provinsen Sevilla. Den har et indbyggertal på 6.779 (2024) indbyggere.